# NGC 3044
NGC 3044 é uma galáxia espiral barrada (SBc) localizada na direcção da constelação de Sextans. Possui uma declinação de +01° 34' 46" e uma ascensão recta de 9 horas, 53 minutos e 40,8 segundos.
A galáxia NGC 3044 foi descoberta em 13 de Dezembro de 1784 por William Herschel.